# Virginio Orsini (Herzog)

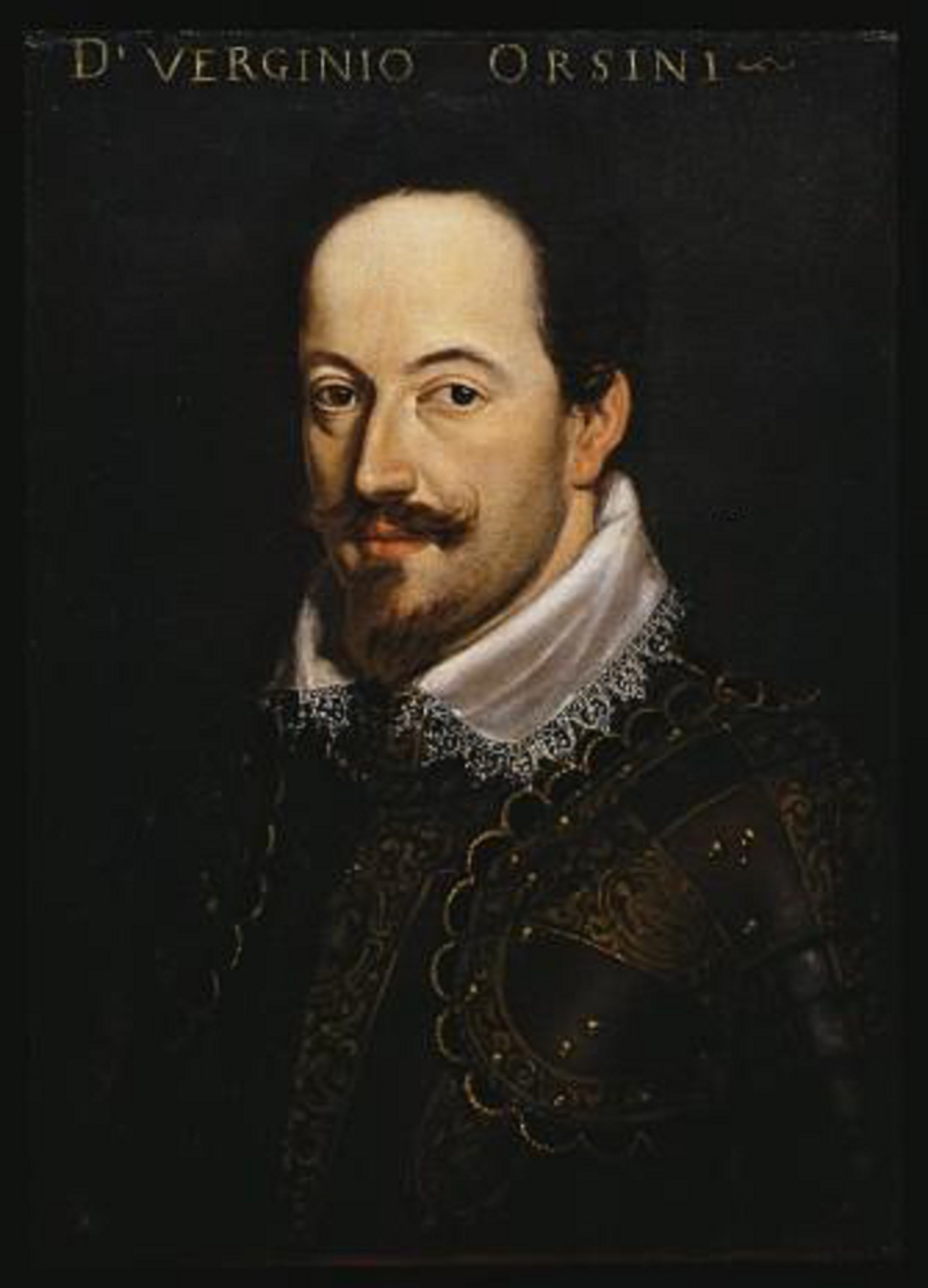
Virginio Orsini, der zweite Herzog von Bracciano, porträtiert von einem unbekannten florentinischen Maler

Virginio Orsini (* September 1572; † 9. September 1615 in Rom) war der zweite Herzog von Bracciano.
Der Sohn des gewalttätigen Paolo Giordano I. und der Isabella de’ Medici erbte 1585 die Titel und Besitztümer des Vaters. Virginio stand in den Diensten der Republik Venedig und später der Kirche. Er erhielt 1605 den Orden vom Goldenen Vlies. Seine zahlreichen Kinder mit Flavia Damasceni-Peretti machten große Karrieren und schlossen vorteilhafte Ehen. Der erstgeborene Paolo Giordano II. (1591–1646) heiratete die regierende Fürstin von Piombino und erreichte den Rang eines Reichsfürsten des Heiligen Römischen Reichs. Ein weiterer Sohn, Alessandro Orsini (1592–1626), erreichte die Würden eines Kardinals und päpstlichen Legaten. Seine Tochter Maria Felicia Orsini (1600–1666) war mit dem Herzog Heinrich II. von Montmorency verheiratet.